# Paris, Texas
Paris, Texas é um filme franco-germânico de 1984, do gênero drama, dirigido por Wim Wenders. É provavelmente um de seus trabalhos mais conhecidos e aclamados pela crítica. O roteiro é de L. M. Kit Carson e Sam Shepard; os temas musicais foram compostos por Ry Cooder e a direção de fotografia é de Robby Muller.
O filme foi uma coprodução entre a França e Alemanha, porém filmado nos Estados Unidos.

## Sinopse
Paris, Texas conta a história de Travis, um homem que, depois de estar desaparecido por mais de quatro anos, é reencontrado pelo irmão Walt num hospital na região desértica do Texas, próximo à fronteira com o México. Maltrapilho e com amnésia, é levado por Walt para a sua casa em Los Angeles, onde reencontra Hunter, seu filho de sete anos que foi abandonado pela mãe, Jane. Inicialmente estranhos, Travis e Hunter iniciam uma reaproximação que culmina numa grande amizade e também no desejo secreto de reencontrar Jane e reconstruir sua verdadeira família.

## Elenco
- Harry Dean Stanton.... Travis Henderson
- Dean Stockwell.... Walt Henderson
- Nastassja Kinski.... Jane Henderson
- Hunter Carson.... Hunter Henderson
- Aurore Clément.... Anne Henderson
- Bernhard Wicki.... doutor Ulmer
- Sam Berry.... atendente do posto de gasolina

## Título
O filme tem como título o nome de uma cidade do Texas, chamada Paris, mas não foi filmado ali. Em vez disso, Paris é mostrado como um lote de terra de propriedade de Travis visto de uma fotografia.
A fotografia mostra uma paisagem de deserto, mas na verdade a real Paris fica na beira de uma floresta ao leste do Texas, muito longe de qualquer deserto.

## Estilo
Paris, Texas é notável pelos seus enquadramentos. A primeira cena começa com o ponto de vista de um pássaro sobre o deserto, uma paisagem austera, seca, alienígena. Um falcão pousa em um pedregulho. Um homem que anda sozinho no deserto para e olha. Ele está usando um terno mexicano desgastado e barato, um boné de beisebol vermelho, e está a diversos dias de restolho, seus tornozelos estão enfaixados. Desconcertado, ele esta perdido e sozinho. Sua roupa é coberta pela poeira e úmida com o suor. As cenas passam por velhos quadros de avisos com propagandas, cartazes, grafites, carcaças oxidadas de ferro, velhas linhas de trem, cartazes de luz néon, motéis, estradas que nunca terminam e Los Angeles, culminando finalmente em alguma parte externa da famosa cena do banco em Houston. A fotografia é típica do trabalho de Robby Muller, um colaborador de longo tempo de Wim Wenders.
A trilha sonora apresenta um solo de guitarra de Ry Cooder, baseada na canção Dark Was the Night, Cold Was the Ground, de Blind Willie Johnson.

## Tema
O tema central na película está na alienação social na América [carece de fontes?]. O cenário do Texas, ambos na vastidão das paisagens de estrada e na arquitetura em desenvolvimento de Houston, refletem este tema. Um outro tema é os pais que usam suas crianças como um pretexto de manter uma relação [carece de fontes?]. Além de uma crise social, pode-se ver uma crise emocional na separação de um casal. Nos anos 1980, os EUA viviam uma era de particular prosperidade econômica e social, durante o Governo Reagan, com a acentuada decadência dos países do bloco socialista e o fortalecimento das economias de mercado. As nações da Europa Ocidental e os EUA entraram em uma era que permitiu acelerar o desmantelamento daquele bloco através do aprimoramento da tecnologia de produção, resultando na posterior hegemonia neoliberal. O cenário de desolação, angústia e frustração da nova América e suas vivências através da personagem andarilha de Travis, contrastam em muito com o referido progresso e desenvolvimento industrial da sociedade americana na época, calcado no consumismo e na impossibilidade das particularidades humanas se sobressaírem em um universo massificado, congestionado de propaganda e ruído.

## Principais prêmios e indicações
Sucesso de público e de crítica, o filme recebeu muitos prêmios internacionais, entre eles a Palma de Ouro de melhor filme no Festival de Cannes de 1984, além do Prêmio FIPRESCI e do Prêmio do Júri Ecumênico.
Em 1985 filme recebeu o BAFTA na categoria de melhor direção, além de ter sido indicado nas categorias de melhor filme, melhor trilha sonora e melhor roteiro adaptado; o Prêmio René Clair na cerimônia do David di Donatello; o Prêmio Sant Jordi de melhor filme estrangeiro; e o Prêmio Bodil de melhor filme europeu. No mesmo ano foi também indicado ao Globo de Ouro e ao César de melhor filme estrangeiro.

## Influências na cultura popular
- O grupo de pop-rock irlandês U2 cita Paris, Texas como uma inspiração para seu álbum The Joshua Tree [carece de fontes?].
- O grupo escocês de rock Primal Scream mostra Nastassja Kinski no filme em seu álbum Screamadelica [carece de fontes?].
- A banda do Brooklyn Nada Surf menciona o filme em sua canção Comes a Time, do álbum The Weight Is a Gift [carece de fontes?].
- A última trilha do segundo álbum de Gotan Project, Lunático, é uma canção-cover do tema do filme de Ry Cooder [carece de fontes?].
- O grupo escocês Travis tem seu nome baseado no personagem do filme e em seu CD The Boy with No Name faz referência ao filme na canção New Amsterdam [carece de fontes?].